# На подводе
На подводе ― рассказ русского писателя Антона Павловича Чехова, написанный в 1897 году.

## Публикации
Рассказ был написан в ноябре 1897 года, во время пребывания Чехова в Ницце. Впервые опубликован в № 352 газеты «Русские ведомости» 21 декабря 1897 года. Василий Соболевский, главный редактор газеты, попросил автора снять убрать из рассказа упоминание о Николай Алексееве, городском голове Москвы, который был убит в 1893 году. Чехов убрал этот отрывок, но позже его восстановил.
Немного изменённая версия текста «На подводе» была опубликована в 1898 году во втором изданию благотворительного литературного сборника под названием «Братская помощь пострадавшим в Турции армянам». С ещё более мелкими правками Чехов включил рассказ в девятый том своего собрания сочинений, опубликованных Адольфом Марксом в 1899―1901.

## История написания
В. Н. Ладыженский в своих мемуарах вспоминал, как однажды в Мелихове у него состоялся разговор с Чеховым на тему тех тяжёлых условия, в которых приходится жить сельским учителям в России. «…После мы разговорились о тяжелом положении народных учителей и учительниц, и я увидел впоследствии некоторые черты этого положения в художественной правде небольшого рассказика „На подводе“… Чехов вообще необыкновенно хорошо и мягко относился к окружавшим его людям, а крестьянам Мелихова помогал чем мог и как мог».

## Сюжет
Мария Васильевна, школьная учительница, возвращается в свою деревню из города, где она забрала свою мизерную зарплату (21 рублей, хотя местные считают, что ей явно переплатили: «5 рублей будет более чем достаточно»). Она идёт по трудной, грязной, и, казалось бы, бесконечной дороге, которую можно сравнить с 13-ю проведёнными ей годами в этом ужасном месте. В один прекрасный момент, при переправе через реку, подвод опрокидывается, и она оказывается по колено в ледяной воде. Она останавливается выпить чая в местном кабаке, полной пьяного сброда, который начинает откровенно к ней приставать.
Она встречает местного помещика Ханова, некогда красивого, а теперь жалкого, мрачного человека и, видимо, уже алкоголика. Она воображает что могла бы найти в нём родственную душу, но могли бы они стать близки? Она должна признать, что нет: эта ужасная жизнь убила в ней всю привлекательность, почти лишила её женственности. В дымке, она пытается вспомнить подробности своей прошлой жизни, но почти все воспоминания были стерты годами тяжелой, неблагодарной и, в конце концов, бессмысленной работы. У железнодорожного шлагбаума, смотря на поезд, проезжающий мимо, она видит в нём женщину, которая очень похожа на её покойную матушку.
Она заливается слезами. К ней снова подъезжает Ханов, и вдруг, увидев его, она воображает «…счастье, какого никогда не было». Она улыбается ему как равному и как другу, и ей кажется, что «светится ее счастье, ее торжество. Да, никогда не умирали ее отец и мать, никогда она не была учительницей, то был длинный, тяжелый, странный сон, а теперь она проснулась…» Он приглашает её сесть в свою телегу в непринужденной, почти пренебрежительной манере, и… видение исчезает. Снова она остаётся одна в мире безысходности.

## Отзывы критиков
Л. Н. Толстой 21 декабря 1897 оставил короткую записку на тему данного рассказа в своём дневнике: «Сейчас прочел рассказ Чех[ова] На подводе. Превосходно по изобразительности, но риторика, как только он хочет придать смысл рассказу. Удивительно прояснилось у меня в голове благодаря книге об Иск[усстве]».